# Żużel wielkopiecowy

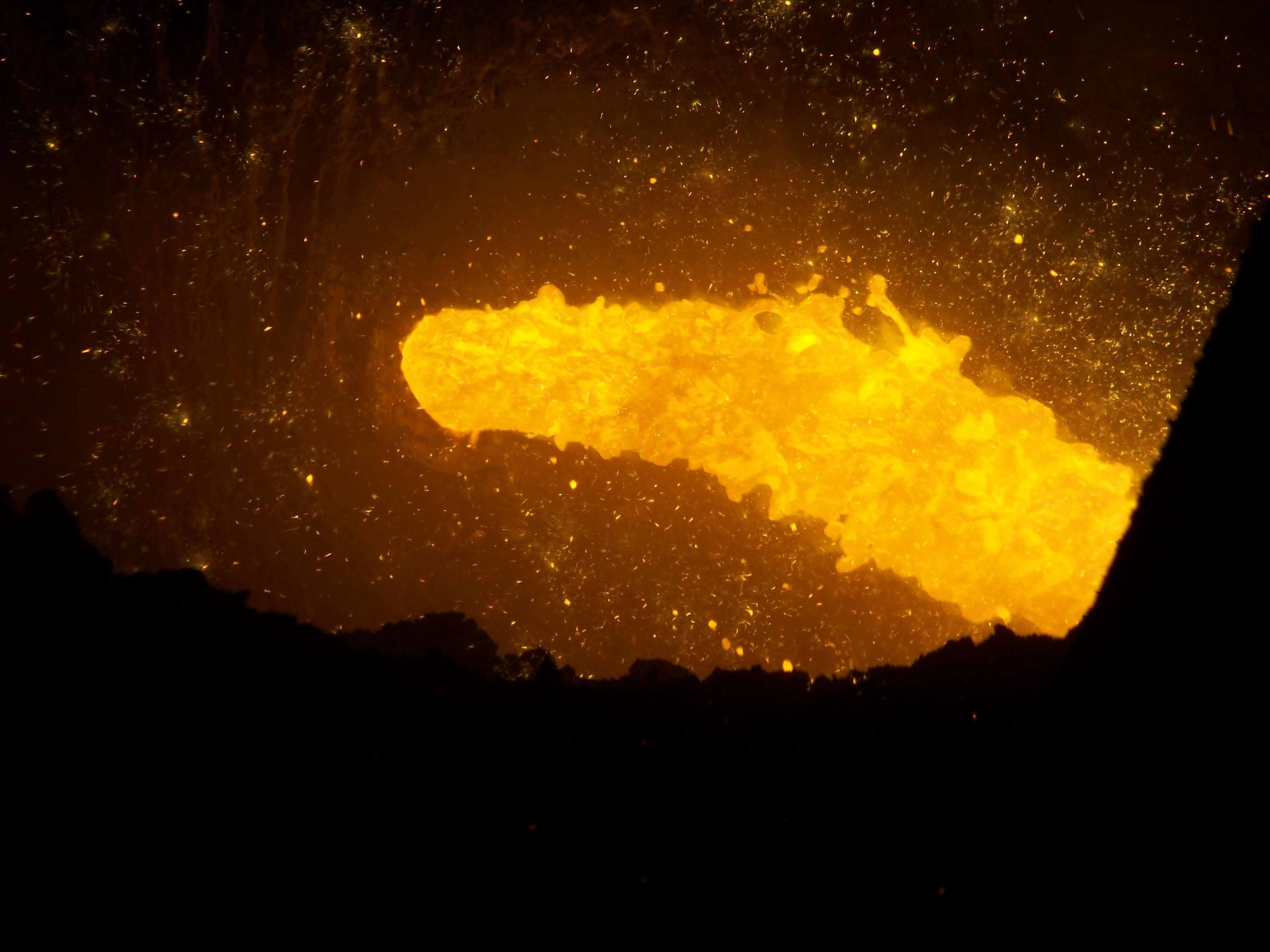
Wyrzut płynnej surówki i żużla z wielkiego pieca

Żużel wielkopiecowy - produkt uboczny (odpad) powstający przy wytapianiu rudy żelaza w wielkim piecu. 
Wykorzystanie żużla wielkopiecowego:
- do wełny żużlowej
- do celów budowlanych
- do produkcji cementu
- do produkcji cegieł żużlowych.